# Anarcho punk
L'anarcho punk (oppure anarcopunk o peace-punk) è un'ideologia e un sottogenere del movimento punk rock caratterizzato dall'adesione all'ideologia anarchica e in particolare all'anarco-pacifismo. I gruppi aderenti a questo movimento trattano generalmente di questioni sociali, diritti degli animali, femminismo e simili.

## Storia

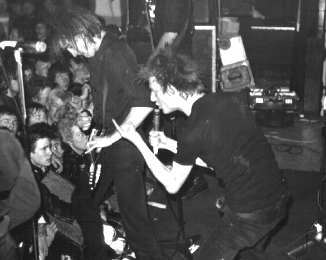
I Crass furono uno dei capostipiti dell'anarcho punk. I loro indumenti militari neri diventarono un simbolo del genere.

L'anarcho punk si sviluppò come derivazione del punk rock, in contemporanea con l'hardcore punk, ed è contraddistinto da contenuti tematici di stampo anarchico. Partendo da uno stile molto semplice e un cantato urlato, le prime band inglesi come Chumbawamba, Crass, Subhumans, Flux of Pink Indians, Conflict, Poison Girls e The Apostles cercarono di trasformare la scena punk rock in un movimento anarchico. Come lo straight edge, l'anarcho punk è basato su una serie di principi come non indossare pellicce e promuovere una dieta vegetariana o vegana.
Dall'anarcho punk si svilupparono varie correnti: i Discharge fondarono il d-beat nei primi anni ottanta. Altri gruppi, Amebix ed Antisect in primis, svilupparono la corrente chiamata crust punk. L'anarcho punk ebbe forte influenza anche sulla nascita del grindcore, nonostante questo genere sia più vicino al death metal che al punk, grazie a band come Napalm Death ed Extreme Noise Terror.
In Europa, Berurier Noir (Francia) e The Ex (Paesi Bassi) furono tra i gruppi più emblematici.
Negli Stati Uniti il movimento non ha mai visto un forte sviluppo come nel Regno Unito, ma sono da tenere presenti alcune band molto importanti come i californiani Dead Kennedys e i texani MDC.

### Idee e origini
Mentre il primo movimento punk britannico, ed il suo seguito street punk, erano interessati all'anarchismo per il suo valore provocatorio, le band anarchopunk si ispiravano ad idee più precise e ad un vero e proprio progetto politico.
I Crass fondarono una propria etichetta musicale autogestita, la Crass Records, e cominciarono a diffondere i propri prodotti culturali (dischi, ma anche libri) a prezzi molto vicini alle spese di produzione, contribuendo alla nascita dell'etica DIY.
I Crass, con il loro fondatore Penny Rimbaud hanno mosso dure critiche ad una certa parte del movimento punk, a gruppi come Sex Pistols e Clash, accusati da loro di essere niente altro che burattini e promotori del business della musica.